# Nakajima (Ehime)
El Pueblo de Nakajima (中島町 Nakajima-chō?) fue un pueblo del ya extinto distrito de Onsen en la región de Chuyo (中予地方 Chūyo-chihō?) de la prefectura de Ehime.

## Características
Fue muy conocida por el Campeonato Nakajima de triatlón. Su lema fue "La isla de la naranja, del sol y del triatlón".
Estaba constituida por las islas de Naka, Muzuki (睦月島 Muzuki-jima?), Nogutsuna (野忽那島 Nogutsuna-jima?), Nuwa (怒和島 Nuwa-jima?) y Tsuwaji (津和地島 Tsuwaji-jima?), entre las principales. 
Limitaba con las ciudades de Matsuyama y Hojo que actualmente forma parte de la primera, ambas en la Prefectura de Ehime. También limitaba con el Pueblo de Towa (東和町 Tōwa-chō?), actual Pueblo de SuoOoshima (周防大島町 SuōOoshima?) del Distrito de Ooshima (大島郡 Ooshima-gun?) en la prefectura de Yamaguchi. Finalmente, limitaba con el Pueblo de Kurahashi (倉橋町 Kurahashi-chō?) del Distrito de Aki (安芸郡 Aki-gun?) que actualmente es parte de la Ciudad de Kure (呉市 Kure-shi?) en la prefectura de Hiroshima.
El 1° de enero de 2005 desaparece, al integrarse junto a la Ciudad de Hojo a la Ciudad de Matsuyama.

## Gobierno
Algunos de los chocho (町長 chōchō?) fueron:
- Osamu Takeda (武田治 Takeda Osamu?): había sido empleado del Gobierno de la Prefectura de Ehime durante 35 años y utilizó esa experiencia para reforzar el sistema administrativo del Pueblo. Falleció durante su segundo mandato.
- Mitsuyuki Takeda (武田満幸 Takeda Mitsuyuki?): fue el último chocho del Pueblo.

El ayuntamiento se encontraba en el distrito de Ooura de la Isla Naka (actualmente es una Dependencia del Ayuntamiento de la Ciudad de Matsuyama).
Está comunicada por medio de un servicio de ferry con la Ciudad de Matsuyama.

## Ciudades hermanadas
- Pueblo de Nakajima (中島町 Nakajima-chō?) (Prefectura de Ishikawa): Tenía relaciones por ser un pueblo con el que compartía el nombre.